# Кискачи, Юрий Валентинович
Юрий Валентинович Кискачи́ (10 октября 1935, Одесса — 11 июля 2003, Тула) — советский и российский хозяйственный и общественно-политический деятель. Заслуженный работник жилищно-коммунального хозяйства Российской Федерации.

## Биография
Родился 10 октября 1935 года в Одессе. Во время Великой Отечественной войны вместе с матерью эвакуировался из Полтавы в Уральск Казахской ССР. После демобилизации отца в 1944 году семья поселилась в Харькове, а с 1949 года жила в Туле.
В 1957 году окончил 2-е Чкаловское военно-авиационное училище штурманов, в 1965 году — Тульский политехнический институт по специальности «автоматика и телемеханика», квалификация — инженер-электрик. Трудовую деятельность начал в 1960 году в качестве ученика слесаря, затем — слесарь Тульского ремонтного завода им. Ленина, тренер по волейболу ДСО «Спартак» Тульского облсовета.

### Хозяйственная деятельность
C 1962 года работал в системе областного управления газового хозяйства Тульской области: мастер группы наладки автоматики производственной лаборатории Управления газового хозяйства Тулы, старший мастер, начальник производственной лаборатории, начальник конторы «Подземметаллзащита», заместитель начальника Управления газового хозяйства Тульского облисполкома. Возглавил Управление в 1977 году (с 1993 — акционерная компания по газификации и эксплуатации газового хозяйства Тульской области «Тулаоблгаз»). В ноябре 2000 года ушёл с должности генерального директора по собственному желанию. С 1991 года — председатель ассоциации «Центррегионгаз», объединявшей 11 областных газовых предприятий. Член Совета директоров АО «Росгазификация».

### Общественно-политическая деятельность
- Депутат Тульского городского Советов народных депутатов (1977—1987)
- Депутат Тульского областного Совета народных депутатов (1987—1993)
- Депутат Тульской областной думы 1-го и 2-го созывов (1993—2000)

Являлся членом-корреспондентом Академии горных наук России (1997). Умер 11 июля 2003 года. Похоронен на тульском Смоленском кладбище.

## Награды и звания
- Заслуженный работник жилищно-коммунального хозяйства Российской Федерации (19.09.1992)
- Знак «Заслуженный работник Минтопэнерго России» (1995)
- Орден Трудового Красного Знамени (1981)
- Орден Дружбы народов (1986)
- Орден «За заслуги перед Отечеством» IV степени (15.11.1995)
- Орден Почёта (09.11.2000) — за заслуги перед государством, большой вклад в развитие газовой промышленности и многолетний добросовестный труд[10]
- Медали «За доблестный труд. В ознаменование 100-летия со дня рождения В. И. Ленина», «Ветеран труда» (1988)[5][6][7]

## Семья
- Отец — Валентин Авраамович Кискачи (1910—1974), участник Великой Отечественной войны, капитан войск связи. Главный инженер Тульского городского радиоузла[3].
- Мать — Виталия Михайловна Кискачи (1914—1999), труженица тыла, работала техником на междугородной телефонной станции[4].

- Брат — Александр Валентинович Кискачи (род. 1945, Харьков), организатор и владелец тульской радиостанции «Визави» (1996—2005), директор телеканала «ТВ Центр — Тула» (2005—2010), член Союза журналистов России.

- Жена — Регина Алексеевна Кискачи, врач.

- Сын — Александр Юрьевич Кискачи, врач.